# Карельская кухня
Каре́льская ку́хня — национальная кухня карельского народа. Распространена в местах расселения и проживания карел: Восточной Финляндии, Республике Карелия, Тверской и Архангельской Карелии.
Близка к кухне вепсов, ижоры и отчасти коми-ижемцев Кольского полуострова.

## Описание
Основная отличительная особенность карельской кухни, роднящая её с финской и эстонской традиционными кухнями — редкое присутствие в ней мяса, обилие рыбы и использование в большинстве случаев ржаной и ячменной муки.
От эстонской кухни карельскую отличает более обширный «лесной» стол, то есть большое число блюд из грибов, лесных ягод (голубики, клюквы, морошки, черники, земляники), несколько меньшая разновидность молочного стола (хотя все основные молочные блюда, в том числе рыба с молоком, повторяются).

## Рыба и рыбные блюда
карел. kala — рыба.

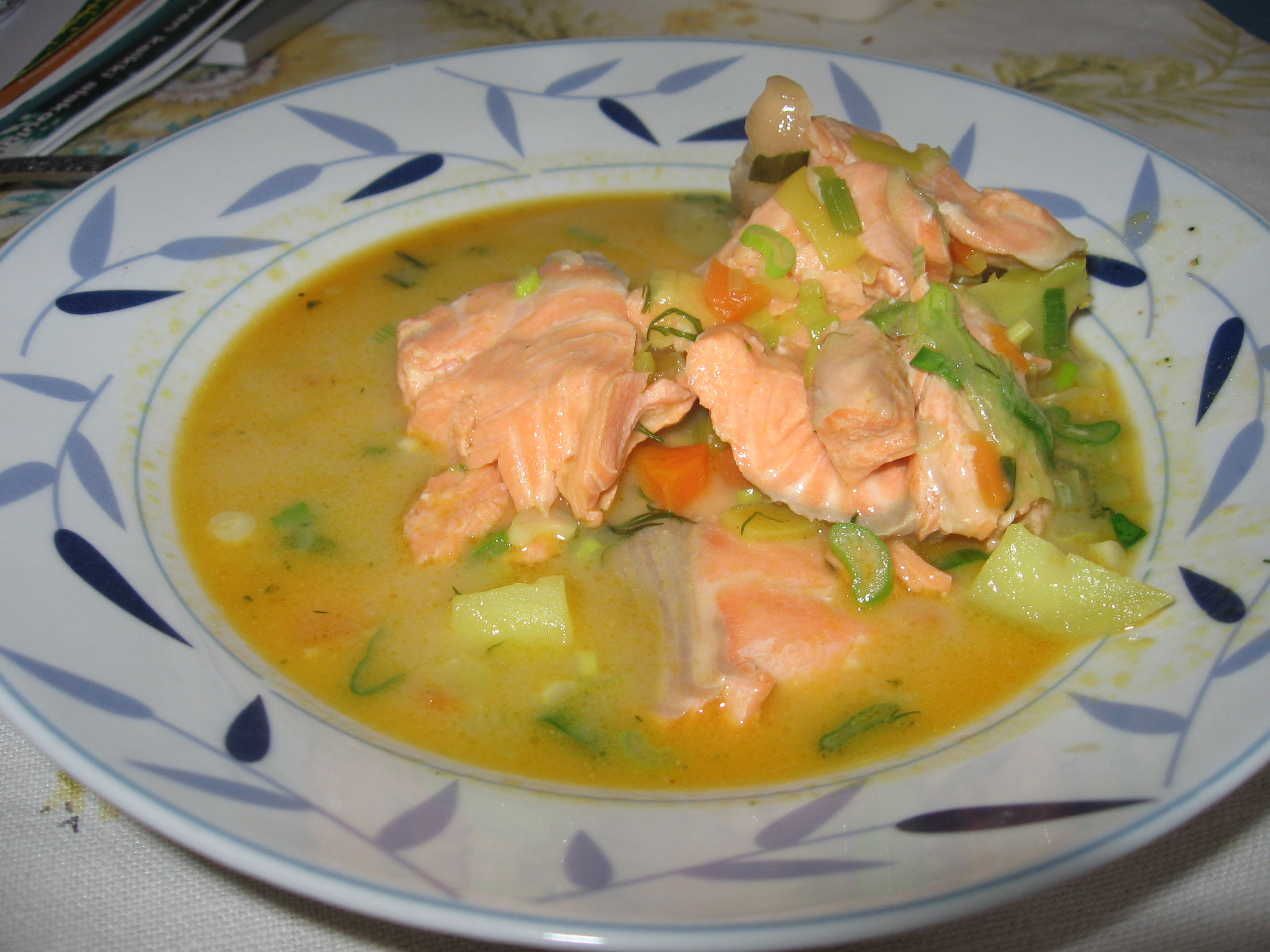
Молочная уха

В карельской кухне чаще используется в пищу окунь, ёрш, судак, щука, плотва, лещ, налим, ряпушка, сиг, форель, лосось, сёмга.
В карельской кухне широко представлена вяленая рыба (ahavoittu kala), засоленная рыба (suolattu kala), сушёная рыба, «сущик» (maimakala), икра (mähnä).
Кроме этого:
- Молочная уха (kalakeitto)
- Рыба по-карельски. Вычищенную рыбу (желательно ряпушку или тресковых видов) кладут в глубокую сковороду, на неё — нарезанный картофель, лавровый лист, перец, мелконакрошенный лук. Посолив, заливают содержимое холодной водой. После закипания, огонь убавляют, наливают немного подсолнечного масла и кипятят на медленном огне 30-40 минут. Едят в горячем и холодном виде.
- Уха (kalarokka). В кипящую воду кладут нарезанный картофель и луковицу. После закипания опускают выпотрошенную рыбу (плотву без головы, чтобы уха не горчила). Варят 30-40 минут, перед окончанием кладут лавровый лист и перец. Иногда в уху подбалтывают немного ржаной или пшеничной муки и сдабривают сырым яйцом для осветления. Перед подачей на стол рыбу выкладывают из бульона и едят отдельно, о чём говорит карельская поговорка: «Ei kaloi liemeh jätetä» — «рыбу в ухе не оставляют».

## Мясо и мясные блюда

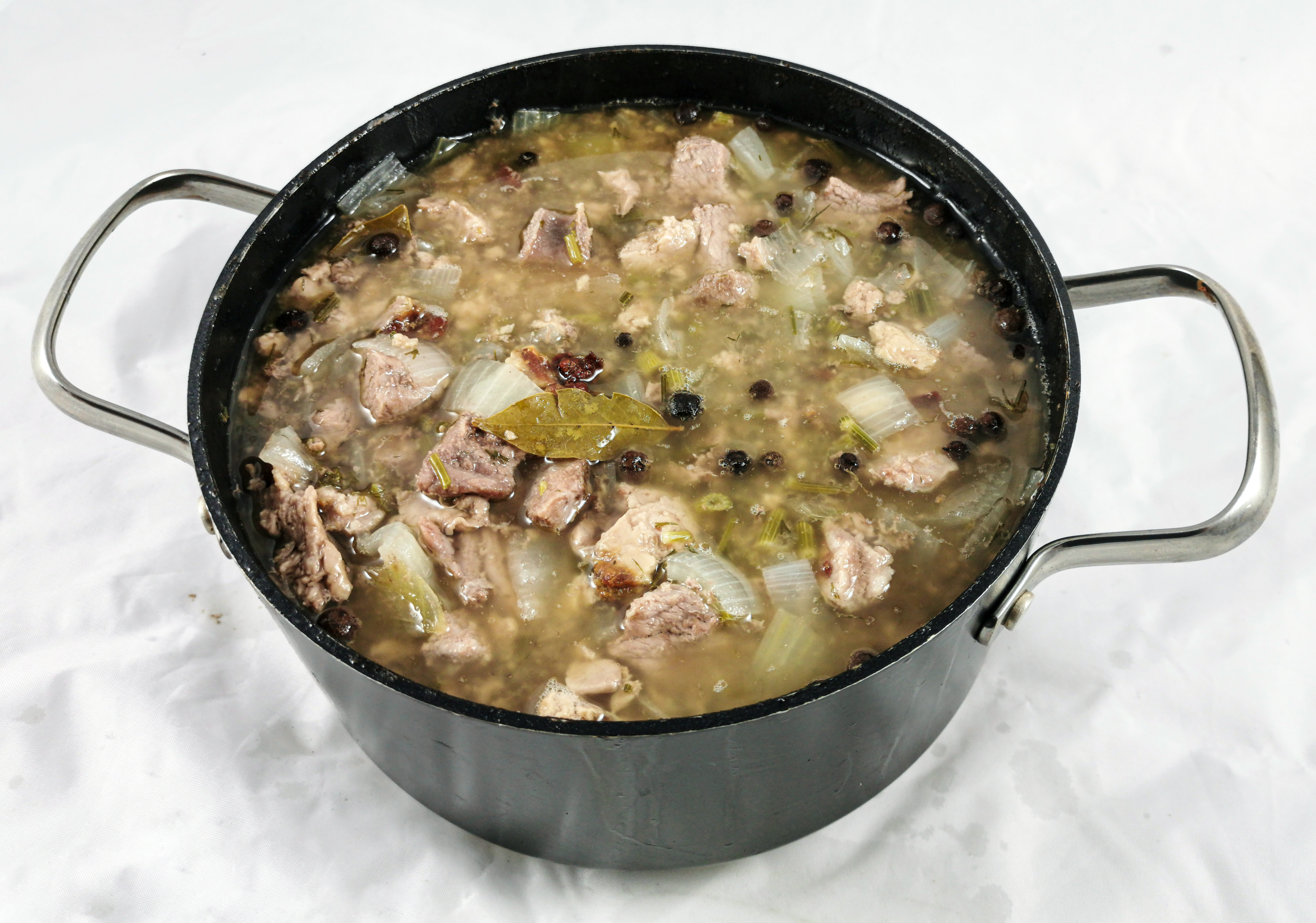
Рагу по-карельски

В карельской кухне чаще всего используется в пищу говядина, баранина, мясо лосей и оленей, широко представлены блюда из солёного, вяленого и сушёного мяса животных.
- Студень (tutina). Варится из ног, голов, рубца, брюшины овец и телят. Мясо рубится на крупные куски, заливается холодной водой и доводится до кипения. Затем бульон сливают, мясо промывают и заливают свежей водой. Варят на медленном огне 5-6 часов под закрытой крышкой, снимая пену. За час до окончания варки снимают крышку, за 15 минут до окончания кладут чёрный перец горошком, лавровый лист и соль. Готовый бульон сливают через дуршлаг в другую посуду. Мясо очищают от костей, мелко рубят, добавляют мелкокрошенные чеснок и репчатый лук, раскладывают по тарелкам, заливают бульоном и ставят на холод. Студень подают с горячим отварным картофелем, солёными огурцами, хреном, горчицей.
- Гороховый суп (hernehrokka). Горох замачивают на 2-3 часа, воду сливают и заливают свежую. Положив мясо (говядина, баранина), варят до готовности. Добавляют картофель, солят, заправляют жаренным луком.
- Мясной суп с грибами. Отваренные грибы мелко шинкуют, поджаривают с репчатым луком и опускают в кипящий мясной бульон. Добавляют картофель, немного перловой крупы или риса, зелень. Варят на медленном огне до готовности.
- Рагу по-карельски (karjalanpaisto)
- Каша с мясом по-карельски (patakuašš). Ячневая крупа замачивается в холодной воде на 3-4 часа. Затем вода сливается, крупа перекладывается в жаровочную посуду и заливается холодной водой. Сверху укладывается, нарезанное небольшими кусочками, жареное мясо (баранина или свинина). Посуда закрывается. Блюдо тушится в духовке до готовности.

## Молочные блюда
В карельской кухне молоко употребляется свежим, квашеным, топлёным. Широко используется творог, сметана, сливочное масло. Молоко и молочные продукты используются для приготовления различных блюд из рыбы, мяса, овощей, теста.
- Сыр (siiroa). Молочный творог заворачивается в льняную ткань и кладётся под гнёт. Затем добавляется масло, сливки, яйца, тщательно перемешивается и снова ставится под гнёт.
- Топлёное молоко (kettumaido). Свежее молоко в горшке или алюминиевой кастрюле ставится на час в духовку.
- Молочный суп с овощами. В небольшом количестве воды отваривается морковь, репа, нарезанный репчатый лук, картофель. Затем заливается кипящее молоко, добавляется нашинкованная свежая капуста. Кипятится до готовности на слабом огне. В суп добавляется сливочное масло.
- Творожное масло (rahka-rahkavoi). Свежий, тёплый творог смешивается со сливочным маслом и сметаной.
- Сырники творожные жареные. Творог растирается с сахарным песком и яйцами, добавляется пшеничная мука и соль. Масса размешивается до густой однородной массы из которой изготавливаются лепёшки в виде котлет. Лепёшки жарятся с обеих сторон на сливочном масле на хорошо разогретой сковородке.
- Омлет (äkröörä)

## Крупяные и мучные изделия
- Хлеб (leibä)

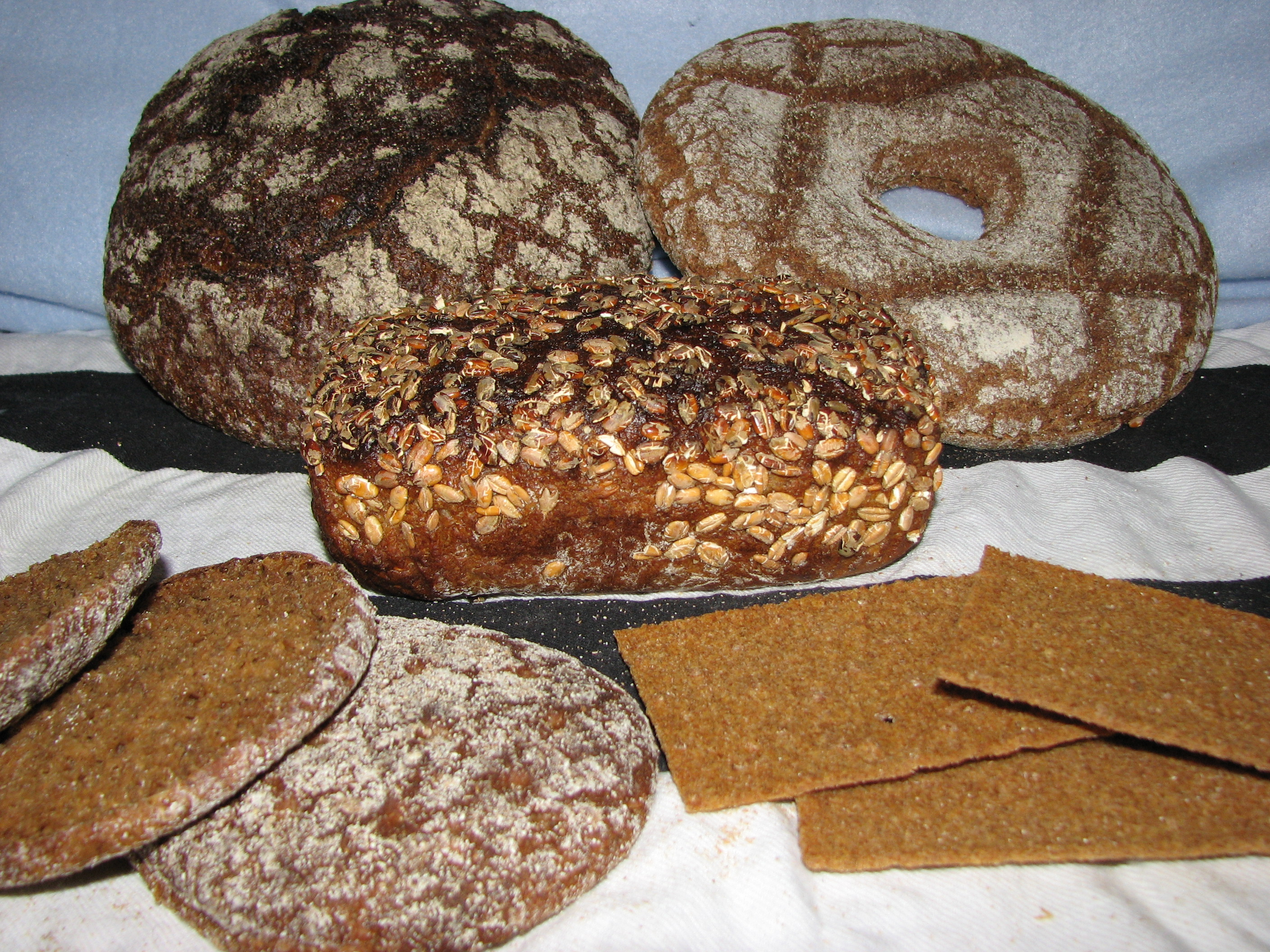
Leibä

- Гороховая каша с толокном (hernehtalkunkuašš). Горох варится с репой и картофелем, заправляется толокном. Добавляется растопленное сливочное масло, молоко, соль. Каша получается очень густой, её можно резать ножом и есть руками как в горячем, так и в холодном виде.
- Овсяный кисель (kagrakiisel′i)

## Выпечные изделия, изделия из пресного теста
- Рыбник (kalakukko)
- Калитки (karjalan piiras)

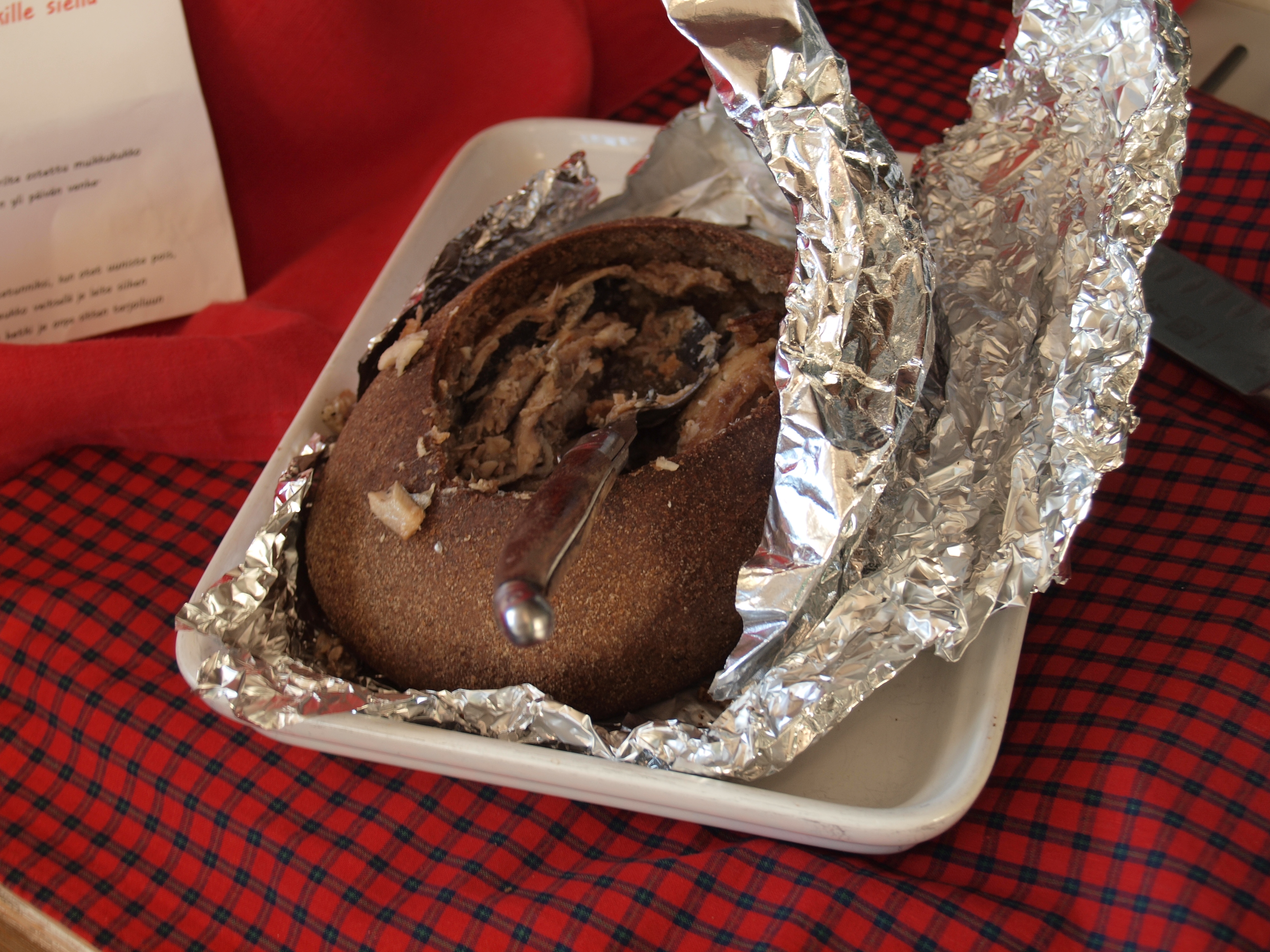
Рыбник

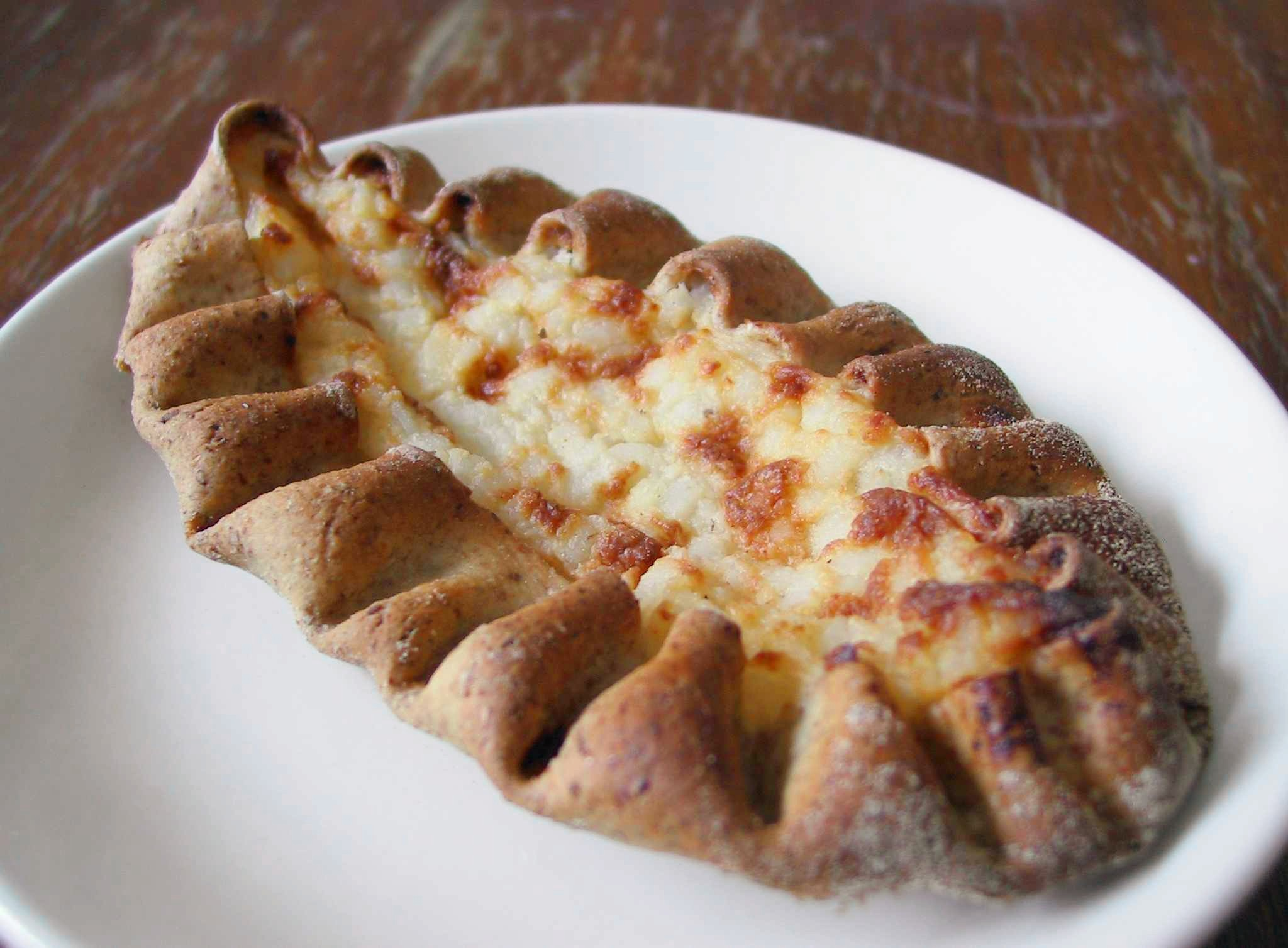
Калитка

Кали́тки — маленькие пирожки из ржаного пресного теста с различными начинками, наливками, намазками или припеками, традиционное блюдо карельской кухни.
Карельские женщины говорили: «Kalittoa — kyzyy kaheksoa», что означает «Калитка просит восьмёрки»: то есть чтобы испечь калитки, нужно восемь компонентов: мука, вода, простокваша, соль, молоко, масло, сметана и начинка (картофель, крупа, толокно). Калитки бывают различной формы: круглые, овальные, четырёх-, пяти-, шестиугольные и даже семиугольные. Края либо защипывали, либо загибали на 4—7 углов.
- Кислопряженец
- Пироги для зятя (keitinpiirola). Готовят пресное тесто. Взбивают яйцо, добавляют сметану, сливки, воду, сахарный песок, соль. Замешивают густое тесто, скатывают, нарезают и раскатывают очень тонкие лепёшки. Половину лепёшки посыпают сахарным песком, закрывают второй половиной и края защипывают. Жарят на хорошо разогретой сковороде на растительном масле.

## Овощи, грибы, ягоды
Основной набор используемых в национальной карельской кухне овощей невелик: репа («второй хлеб»), лук, редька, брюква, горох, картофель.
Около 100 видов съедобных грибов известно в Карелии. Однако широко используются в карельской кухне 10-12 видов: белые, подосиновики, подберёзовики, лисички, маслята, опята. Солят преимущественно грузди, рыжики, волнушки, серушки.
Наиболее широкое применение в карельской кухне имеют дикорастущие ягоды — клюква, брусника, черника, морошка, малина.
- Печёная репа (pačoiohco). Репу крошат, добавляют растительное масло и толокно, немного воды, соли и запекают в печи (духовке). На столе добавляют измельчённую редьку.
- Грибная каша (gribakuašš). Сушёные грибы отваривают и достают из отвара. В отвар опускают перловую крупу и варят крутую кашу. Отваренные сушёные грибы смешивают с солёными грибами, обжаривают на растительном масле, смешивают с кашей и тушат на слабом огне.
- Грибная похлёбка с квасом (riepöi). В солёные грибы добавляют хлебный квас.
- Ягодный суп (marjarokka). Бруснику (чернику, морошку или голубику) мнут, добавляют воду и кипятят. В кипящий раствор засыпают немного ржаной муки и добавляют сахарный песок.
- Брусничная каша (buolahuttu). Бруснику разминают и ставят на огонь. Из ячменной муки варят кашу и смешивают с варёными ягодами, добавляют сахарный песок.
- Кисель ягодный по-карельски (marjakiiseli). В ягоды добавляют сахарный песок и ставят на огонь. После закипания добавляют разведённый в холодной воде крахмал и доводят до кипения. Сняв с огня посыпают сахарным песком.

## Напитки
- Чай из шиповника. Свежий или сушёный шиповник заваривают кипятком.
- Чай брусничный. Сухие брусничные листья заваривают кипятком. Пьют в горячем или холодном виде.
- Репный квас. Готовится из сушёной репы на хлебной закваске.
- Клюквенный квас. Свежую клюкву разминают в эмалированной посуде, заливают кипятком и доводят до кипения. Вливают разведённые дрожжи, насыпают сахарный песок, размешивают. Разливают по бутылкам, плотно закупоривают и выносят на холод.
- Черничный напиток. Чернику растирают, смешивают с молоком, добавляют сахарный песок и взбивают до однородной массы. Пьют в охлаждённом виде.